# Endostyl
Das Endostyl (gr. stylos „Säule“), auch Hypobranchialrinne genannt, ist eine ventral im Kiemendarm gelegene Flimmerrinne mit Drüsenepithel des Lanzettfischchens, der Neunaugenlarven (Ammocoetes) und der Manteltiere (allesamt den Chordatieren zugehörig). Das Drüsenepithel produziert ein Schleimnetz, welches sich über die Kiemenspalten legt und mit dem im Kiemendarm gefilterte Nahrungspartikel eingefangen werden. Dieses wird in der Epibranchialrinne gesammelt und gibt die enthaltenen Nährstoffe an das darüberliegende Dorsalgefäß ab.

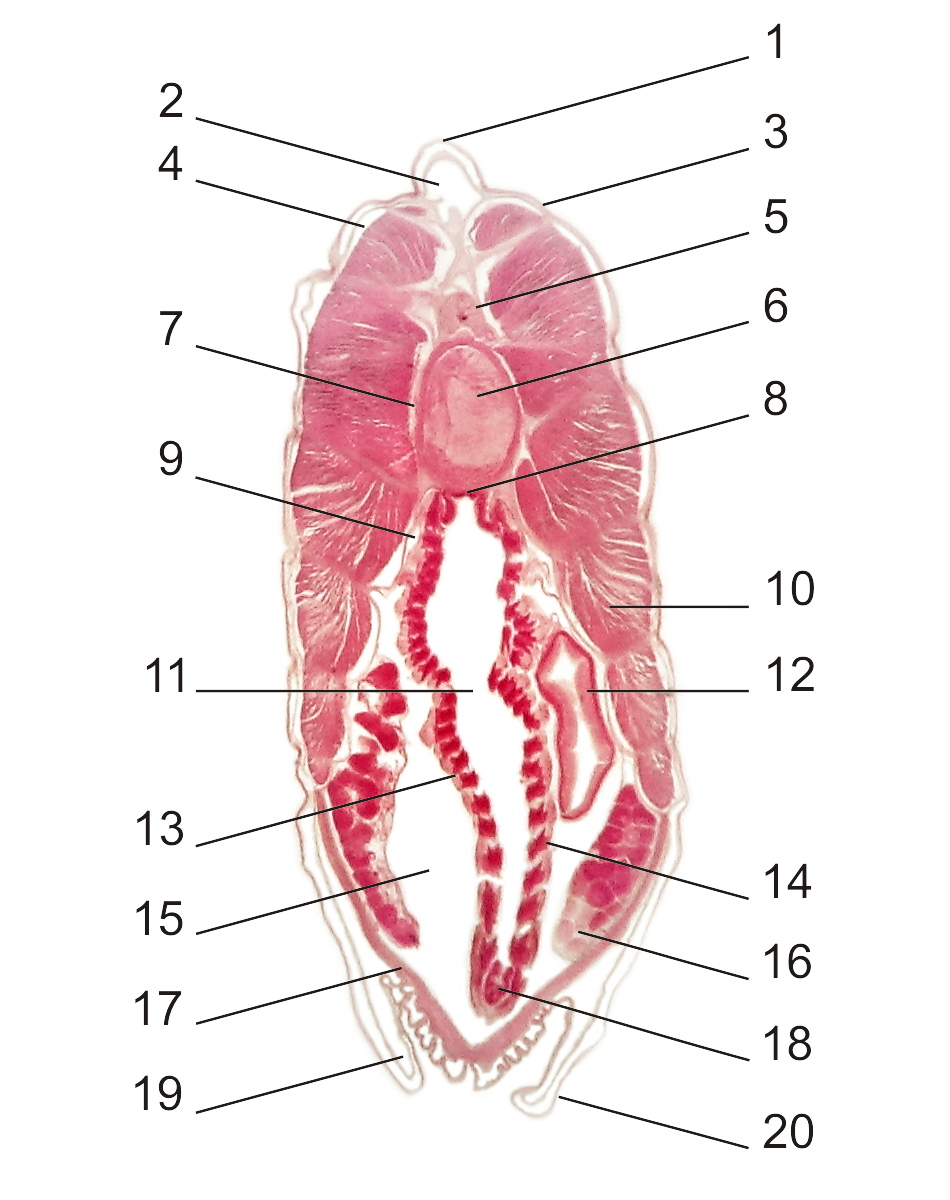
Transversalschnitt durch einen Lanzettfischchen, mit Nummer 18 ist das Endostyl markiert

Die Zellen des Endostyls reichern Iod aus der Umgebung an und bauen dieses in Moleküle des Hormons Thyroxin ein. Aufgrund dieser Fähigkeit wird die Hypobranchialrinne als Homologon der Schilddrüse der Wirbeltiere angesehen, das heißt man kann die Schilddrüse stammesgeschichtlich vom Endostyl ableiten.